# 福伊奥斯
福伊奥斯，是西班牙巴伦西亚自治区巴伦西亚省的一个市镇。总面积7平方公里，总人口5540人（2001年），人口密度791人/平方公里。